# Paimio-stoel
De Paimio-stoel van Alvar Aalto is een type ligstoel dat bestaat uit twee delen multiplex. De stoel is ontworpen in 1931. De naam van de stoel is afgeleid van het sanatorium dat Aalto in diezelfde periode aan het ontwerpen was. De stoel was niet ontworpen voor het sanatorium, maar is er wel naar genoemd.
Het kader van de stoel bestaat uit twee gesloten lussen van gelamineerd hout die de poten, de armleggers en het onderstel vormen. Hiertussen zit een strak gebogen stuk triplex vast, dit dient als zitgedeelte en rugleuning.